# Манастир Вазнесења Господњег у Радовићима
Манастир Вазнесења Господњег у Радовићима или Црква Св. Спас је женски српски православни манастир Митрополије црногорско-приморске. Налази се у насељу Радовићи.
Манастирска црква је грађевина са полукружном апсидом на источној, олтарској страни. Једини улаз у храм је на западном зиду. Црква има веома издужену основу. Сазидана је 1796. године. Изнад врата су три звона на преслицу. У црквеној порти је активно гробље. Црква Св. Спас је саборна кртољска црква. Поред цркве, са источне стране, је и гробљанска капела.
Српске православне цркве на простору Михољског збора су биле највише на удару покатоличавања. Једна од тих цркава је и црква Светог Јована, са остацима живописа у ромејском (византијском) стилу и олтара Св. Јована. Павао Буторац је записао да је ова црква 1704. била заједничка са Србима. Тада је бискуп Драго констатовао да су двије трећине становника сљедбеници српскога обреда (Serviani), а трећина Латини. У другом извјештају истог бискупа се наводи да су у Кртолима двије цркве Латинима заједничке са Србима, и то једна на равници, Вазнесења, а друга Усјековање главе Св. Јована Крститеља, на брду. Пошто су у обје цркве, накнадно уграђени олтари за католике, у куту, по њима недолично, бискуп је од Латина (католика) тражио да за себе изграде посебну цркву. Ипак су православни Срби себи подигли нову цркву Св. Јована, а католици су добили стару. 4. јуна 1718. је Грцима или Србима забрањено било градити цркве или манастире, да то не би сметало католицима. 1783. ова стара црква Св. Јована постаје само католичка, а до тада је била заједничка. Замјена је извршена за цркву Св. Духа, која је исто била заједничка, а након тога је уступљена православнима. Из наведенога се види да је старија црква овога манастира постојала и у ранијем периоду, почетком 18. вијека.

## Галерија
- Сјеверна и источна (улаз) страна храма
- Унутрашњост цркве
- Иконостас
- Унутрашњост храма и застава Михољског збора
- Гробљанска капела, неколико метара источно од манастирског храма